# Thamnobryum latinerve
Thamnobryum latinerve là một loài Rêu trong họ Neckeraceae. Loài này được (Mitt.) Ochyra miêu tả khoa học đầu tiên năm 1991.